# アンリ・ミュレ
アンリ・ミュレ（Henri Mulet, 1878年10月17日 - 1967年9月20日）は、フランスの作曲家、オルガニスト。

## 生涯
ミュレはパリのモンマルトルに生まれた。彼はサクレ・クール寺院で働く父の助手として教会でハーモニウムを弾くようになる。彼の母もバシリカのハーモニウム奏者であり、そこでピアノやオルガンの指導も行っていた。当時のバシリカは建設途中であり、近く「大オルガン」の設置が予定されていた。
ミュレは1893年にジュール・デルサールのチェロのクラスで1等賞を獲得した。パリ音楽院においてはラウール・プーニョとグザヴィエ・ルルーに和声法を師事、1896年に1等賞となった。オルガンはアレクサンドル・ギルマンとシャルル＝マリー・ヴィドールに師事し、1897年にはこの楽器で2等賞に輝いている。パリではいくつかの教会のオルガニストを歴任し、ルイ・ニデルメイエールの音楽学校やスコラ・カントルムの教授も務めた。
1937年に一部の管弦楽作品をフェリクス・ロージェルに託して、ミュレは自作原稿の大半を焼却処分してしまった。彼はパリを後にしてプロヴァンスのドラギニャンへと移り、フレジュスを見下ろす家を構えて姉妹や母とともに住んだ。ドラギニャンでは1958年まで聖堂のオルガニストとして勤務し、その後は当地の施設において修道女の手伝いに従事した。彼はイザベルという女性と結婚したが、子どもは儲けなかった。彼はドラギニャンに没した。
ミュレは風変り、あるいは幾分奇矯な言動を見せる人物であった。友人も少なければ文通相手もおらず、孤独な生活をしていたために彼の生涯に関する情報は限られている。彼は88年の生涯を全うしたが、作曲を行ったのはそのうちわずか15年程度だけであった。彼は最後の30年間隠遁生活を送り、死亡した際には完全に忘れられた存在となっていた。パリの新聞各紙でミュレの死亡記事を掲載したものはなかった。現存する彼の作品もほとんど忘れられている。
シャルル・トゥルヌミールはミュレを称賛してこう述べている。「アンリ・ミュレ、この風変りで偉大な芸術家は神秘的な理想の囚われ者だ。穏やかな即興家かと思えば、ある時は生気溢れ、ある時は敬虔になってみせる。偉大な中世の巨匠に比肩しうる芸術家であり、彼の場合、現代芸術への造詣も欠くことはない。謎に満ちた思索家なのである。」

## 主要作品
主な楽譜出版社はLeduc, Senartである。

### オルガン曲
- Méditation religieuse, 1896年?
- Prière, 1902年?
- Carillon-Sortie, 1912年?
- Esquisses Byzantines （全10曲）, 1914年–1919年[注 2]
- Offertoire funèbre
- Petit offertoire
- Sortie douce
- Offertoire sur un Alléluia grégorien, pour la fête du Très-Saint-Rosaire

### ハーモニウム曲
- Angelus （自身の管弦楽作品『San Salvator』からの編曲）
- Offertoire
- Sortie

### 管弦楽曲
- 交響詩『Dans la vallée du tombeau （ロンバルディアの想い出）』 1908年
- 交響詩『La Toussaint』 1909年
- 田園幻想曲 1911年
- Paysage d’hiver
- Paysages crépusculaires
- Scherzo-Marche
- Petite suite sur des airs populaires français
- Souvenirs de Lombardie

### 声楽曲
- O mon Jésus (hymn), 1900年
- ピアノ伴奏歌曲『L’aigu bruissement』 1904年
- ピアノと4声重唱のための『Laudate dominum』 1904年
- ピアノ伴奏歌曲『Soleils couchants』 1904年
- オルガンと3声重唱のための『Ave Maria』 1910年
- ピアノ伴奏歌曲『Les deux étoiles』 1910年
- ピアノ伴奏歌曲『Le dernier des Maourys』 1911年
- 管弦楽伴奏歌曲『Le talion』 1912年 （LeConte de Lisleによる詞）

### 室内楽曲、器楽曲
- ピアノのための『アフガンの踊り』 1904年
- オーボエ、クラリネットとピアノのための2つのクリスマスキャロル 1904年
- ピアノのための『ペルシャの踊り』 1910年
- ハープシコードとピアノのための『Petit lied très facile』 1910年